# Johann Koplenig
Johann Koplenig (Jadersdorf, Gitschtal, Hermagori járás, Karintia, 1891. május 15. – Bécs, 1968. december 13.) osztrák cipész, politikus. Kezdetben a Osztrák Szociáldemokrata Párt, majd az Osztrák Kommunista Párt aktivistája, majd két évtizeden át a párt elnöke, a sztálinista politikai vonal erőteljes képviselője. 1945 folyamán Karl Renner kancellár ideiglenes kormányának tagja, államtitkári rangban, 1945–1959 között az osztrák parlament alsóházának (Nationalrat) képviselője, a Második Osztrák Köztársaság vezetéséért folyó politikai harc aktív résztvevője és szervezője. Egyik irányítója volt az 1950 októberi ausztriai sztrájkhullámnak, amelyet a kortárs politikai csoportok kommunista puccskísérletként értékeltek. A köznyelvben „Koplenig-puccsként” maradt fenn. Személyének és pártja tevékenységének megítélése máig történészi viták tárgyát képezi.

## Életpályája

### Származása, ifjúsága
Négygyermekes kisparaszti családból származott. Szerény anyagi körülményeik miatt szülei nem tudták tandíjas iskolába küldeni, ezért csak a kötelező elemei iskolát járta ki, aztán egy cipészmesterhez állt be tanoncnak. 1909–1910 között az ipartanoncok vándoréveit töltötte, ekkor került kapcsolatba a szociáldemokrata aktivistákkal. Belépett az Osztrák Szociáldemokrata Párt elődszervezetébe, a Szociáldemokrata Munkáspártba (SDAP). A karintiai Steinfeldben, majd Salzburgban dolgozott, később a stájerországi Judenburgban megalapította a cipő- és bőripari dolgozók helyi érdekvédelmi szövetségét.
1911-ben Koplenig Judenburgban sztrájkot szervezett a cipőgyári dolgozók körében, ezért elbocsátották. Ezután egy knittelfeldi cipészmesternél dolgozott. Megalapította az Ausztriai Ifjúmunkás Szövetség (Verband jugendlicher Arbeiter Österreichs) helyi szervezetét. 1912-ben, az 1. Stájerországi Ifjúsági Napok rendezvénysorozata alkalmából Kopleniget megválasztották a stájerországi ifjúsági szervezet egyik főbizalmijának. 1913-ben beválasztották Szocialista Ifjúsági Internacionálé (Sozialistische Jugendinternationale) kongresszusi küldöttei közé. Az 1914 nyarára tervezett kongresszus megnyitása azonban az első világháború kitörése miatt meghiúsult. Koplenignek már a háború kezdetén be kellett vonulnia. A keleti frontra került, megsebesült, és 1914. november 4-én orosz hadifogságba esett.

### Az Osztrák Kommunista Pártban
1918-ban belépett Oroszországi Kommunista (bolsevik) Pártba. A Nyizsnyij Novgorod-i hadifogoly-bizottság megalakulásakor beválasztották annak vezetőségébe. A bolsevizmus ügyének agitátoraként és propagandistájaként dolgozott különböző hadifogolytáborokban az Urál vidékén. A háború végén a hadifoglyok hazatérését szervező hatóság információs és kulturális osztályát vezette.
1920 júliusában maga Koplenig is hazatért az orosz hadifogságból. Visszament Knittelfeldbe, ahol régi szociáldemokrata elvtársai örömmel fogadták. 1920 októberében, az Osztrák Köztársaság első nemzetgyűlési választására készülve a szociáldemokraták Kopleniget a járási választási bizottságba akarták delegálni, ő azonban váratlanul visszautasította őket, és a Osztrák Kommunista Párt (KPÖ) aktivistájaként lépett fel. A kommunistákra helyben 24-en szavaztak (országosan csak 0,9%-os eredményt értek el). 1921. február 26-án a knittelfeldi Schöberl vendéglőben Koplenig és elvbarátai megalakították a KPÖ helyi szervezetét.
Hazatérése után Koplenig az Osztrák Szövetségi Vasutak cipőjavító műhelyében kapott munkát, de politikai meggyőződése és agitációi miatt rövidesen elbocsátották. 1922 márciusában, az Osztrák Kommunista Párt 5. országos kongresszusán a párt egyik elnökévé, és a pártvezetőségen belül Stájerország képviselőjévé választották. 1923 februárjában a KPÖ stájerországi tartományi titkára lett. Átköltözött Bruck an der Mur-ba, a tartományi pártszervezet székhelyére.
1923–1927 között az Osztrák Kommunista Párton belül heves frakcióharcok zajlottak, melyek a párt politikai munkáját lebénították. 1923 végén Kopleniget táviratilag Bécsbe rendelték, mert a KPÖ 7. kongresszusán, melyet 1924 februárjában tartottak, újabb frakcióharc robbant ki. A Karl Tomann-féle frakció kizárását célzó szavazás verekedésbe fulladt. A Kommunista Internacionálé Végrehajtó Bizottsága (EKKI) ideiglenes országos vezetőség alá rendelte a KPÖ-t, ellenőrzésükre a bolgár Georgi Dimitrovot helyezte ki „tanácsadóként”. Kopleniget, mint „a bécsi pártvitáktól mentes vidék” képviselőjét, a párt ideiglenes országos főtitkárává nevezték ki. Pártvezetőként végrehajtotta a párt bolsevizálását, a pártszervezet átalakítását szovjet mintájúra, és kiépítette az üzemi pártbizottságok és a munkanélküli-frakció rendszerét.

### Antifasiszta harc, illegalitás
Az 1920-as évek közepétől a KPÖ felvette a harcot a feltörekvő nemzetiszocialista mozgalom és a vele párhuzamosan alakuló hazai ausztrofasizmus ellen. 1927. január 30-án a burgenlandi Somfalván Német-Ausztria Szociáldemokrata Munkáspártjának (Sozialdemokratische Arbeiterpartei Deutschösterreichs, SDAPDÖ) itt ülésező tagjaira a nacionalista Német-Ausztriai Frontharcosok Egyesületének (Frontkämpfervereinigung Deutsch-Österreichs) tagjai tüzet nyitottak, két embert megöltek, ötöt megsebesítettek. A tetteseket Bécsben bíróság elé állították, de védőjük, Walter Riehl ügyvéd, a nemzetiszocialista Német Szociális Egylet (Deutschsozialer Verein) vezetője július 27-én elérte teljes felmentésüket. A botrányos ítélet hírére Bécsben zavargások törtek ki, a Legfelső Bíróság székházát (Justizpalast) felgyújtották. Az ezt követő megtorlás során Kopleniget izgatás és hazaárulás vádjával letartóztatták, de 1928 januárjában felmentették.
Az 1929–33-as nagy gazdasági világválság Ausztriát súlyosan érintette, a munkanélküliek tömegesen vándoroltak ki. A szociáldemokrata és kommunista érzelmű ipari munkások, elsősorban a fémiparban dolgozók számára a Szovjetunió is munkaszerződéseket kínált. A KPÖ gyűjtötte az érdeklődőket. Koplenik felesége, Hilde a KPÖ irodájában gondoskodott a vízum, utazási okmányok beszerzéséről.
1933 májusában Dollfuss kancellár, a hivatásrendi alkotmány kihirdetése után betiltotta a Kommunista Pártot, amely illegalitásba kényszerült. Az 1934 februári ausztriai polgárháború után a Szociáldemokrata Párt ugyanerre a sorsra jutott.

### Emigrációban
A polgárháború leverése és az azt követő állami megtorlás hatására sok szociáldemokrata lépett át az illegális Kommunista Pártba, amely így illegális tömegpárttá nőtt. 1934 tavaszán Koplenig és családja a letartóztatás elől Prágába menekült. Az ausztrofasiszta kormány megfosztotta állampolgárságától. Koplenig és társai Prágából szervezték az ausztriai illegális tevékenységet. 1935-ben a Kommunista Internacionálé 7. kongresszusán a KPÖ – bár tagságát megosztották az osztrák nemzet fogalmáról folyó szektás viták – olyan álláspontot foglalt el, hogy széles népfrontba tömörülve meg kell védeni Ausztria veszélybe került függetlenségét.
1938 májusában Koplenig Prágából Párizsba költözött, a KPÖ egész vezetősége itt rendezkedett be. 1939 szeptemberében, a világháború kitörésekor el kellett hagyniuk Párizst. Koplenig Moszkvába ment, és a Komintern közép-európai irodáján belül átvette az osztrák szekció vezetését. Sok más emigráns kommunistához hasonlóan, családjával együtt a moszkvai Hotel Lux-ban lakott. 1941 nyarán feleségét és gyermekeit a közeledő front elől Gorkijba költöztették, csak 1942 végén jöhettek vissza vissza a fővárosba. Koplenig mindvégig Moszkvában dolgozott, a Rádió Moszkva adásaiban beszélt osztrák honfitársaihoz, egy szabad és független Ausztria helyreállítását hirdette. (A nácik az általuk kormányzott országokban az ellenségesnek minősített rádióadók illegális hallgatását bűncselekménynek tekintették).

### A Második Osztrák Köztársaságban

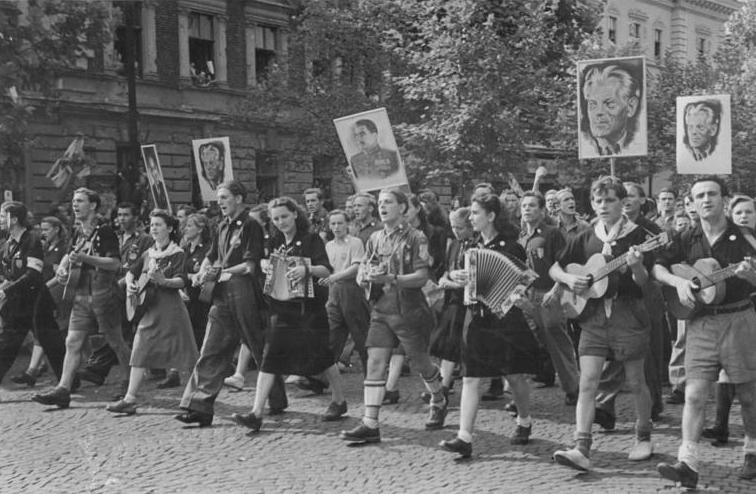
Az osztrák delegáció az 1949-es Világ ifjúsági találkozón Budapesten, Joszif Sztálin és Johann Koplenig arcképeivel

1945 áprilisában, miután a szovjet Vörös Hadsereg elfoglalta Bécset, a Koplenig házaspár is hazatért Moszkvából. A szovjet megszálló hatalom támogatásával azonnal az osztrák belpolitika élvonalába dolgozta be magát. Egyik aláírója lett az 1945. április 27-én kibocsátott Osztrák Függetlenségi Nyilatkozatnak Karl Renner, Adolf Schärf (SPÖ) és Leopold Kunschak (ÖVP) mellett. Tagja lett az aznap megalakult összpárti ideiglenes kormánynak is, melynek tíz szociáldemokrata, kilenc kereszténydemokrata és hét kommunista tagja volt.
Koplenig a Kommunista Párt vezetőjeként államtitkári rangot viselt, de nyilatkozataiban önmagát „alkancellárként” hirdette. Államosítást követelt, ellenezte „a munkásosztály költségére végrehajtandó kapitalista újjáépítést” és visszautasította a Marshall-tervet.
1945 novemberében megtartották az első nemzetgyűlési választásokat, a KPÖ 5,4%-os eredménnyel négy mandátumot szerzett, Koplenig nemzetgyűlési képviselő lett. A választás után, 1945. december 20-án megalakult első Figl-kormányba a KPÖ már nem került be. Képviselői helyét Koplenig az 1949-es és az 1956-os választáson is megőrizte (a KPÖ öt ill. három mandátumának egyikét). Az 1959-es választáson a KPÖ már nem szerzett mandátumot, Koplenig képviselői időszaka véget ért.

### Sztálinista akciói
Pártelnökként Koplenig intenzíven dolgozott a Kommunista Párt gazdasági és politikai hatalmának növelésén. Már 1946 márciusában memorandumot küldött Sztálinnak, melyben sürgette a szovjet pártfőtitkárt, rendelje el a kelet-ausztriai gazdasági vállalkozások elkobzását, hogy az Osztrák Kommunista Párt úgymond „rendkívül erős gazdasági hatalmi pozícióhoz juthasson”.
A választásokon elért gyenge eredményeket a szovjet pártvezetés és a KPÖ is a szociáldemokraták „árulásának” (azaz a jobboldali Néppárttal való kiegyezésének) tulajdonította. A választási kudarcok nyomán 1947–48-tól a KPÖ vezetői – Koplenig pártelnök és Siegfried „Friedl” Fürnberg főtitkár – felvetették azt a tervet, hogy a megszállási zónahatár mentén Ausztriát osszák fel két külön államra. A moszkvai pártvezetés azonban elutasította ezt a tervet, mert ez Nyugat-Ausztriának a már szerveződő NATÓ-hoz csatlakozását (esetleg Nyugat-Németországba való betagolását is) jelentette volna. 1948-ban a Szovjetunió már stratégiailag előnyösebbnek ítélte, ha Ausztria (Svájccal együtt) semleges ütköző zónaként beékelődne a NATO északi és déli szárnya (Németország és Olaszország) közé. 1948 februárjában Kopleniget és Fürnberget Moszkvába rendelték, ahol Andrej Zsdanovtól, az SZKP KB titkárától erős „fejmosást” kaptak emiatt.
1948 nyarán, amikor Sztálin nyíltan szakított Tito jugoszláv pártvezetővel, Moszkva a nemzetközi kommunista pártoktól hasonló állásfoglalást követelt. A KPÖ vezetőségét megosztotta a kérdés. Koplenig és Fürnberg hívei Sztálin, míg Ernst Fischer követői és a karintiai kommunisták Tito mellett léptek fel.

### A „Koplenig-puccs”
1950 szeptember végén sztrájkmozgalmak kezdődtek, az ár-bértarifa tárgyalások kudarca, az áremelések és a Szociáldemokrata Párt jobbra tolódása (a Néppárttal való koalíciója miatt. Október 4-én ez egész szovjet megszállási zónára kiterjedő általános sztrájkot szerveztek, amelytől azonban a kormányzó Szociáldemokrata Párthoz közelálló Szakszervezeti Szövetség (ÖGB) elhatárolta magát. A KPÖ magához ragadta az irányítást, aktivistái a munkát felvett üzemek dolgozóit erőszakkal próbálták bevonni a sztrájkba. Október 5-én a szakszervezetek teherautókon botokkal felfegyverzett csoportokat hoztak Bécsbe, akik fizikai erőszakkal távolították el a sztrájkolókat az üzemekből. A kommunisták kudarcához hozzájárult a lakosság ellenérzése (az 1948-as prágai kommunista hatalomátvétel friss emléke), és a szovjet megszálló hatóság támogatásának elmaradása. A sztrájk leverése után a kormányzó SPÖ és ÖVP a kommunista pártvezetést, élén Kopleniggel, erőszakos puccskísérlet szervezésével vádolta meg, melynek célja Kelet-Ausztria leválasztása lett volna, szovjet irányítású kommunista kormányzás alatt. A kortársak széles körében a „Koplenig-puccs” fogalma terjedt el. Koplenig mindvégig tagadta ezt a szándékot. Későbbi elemzők szerint a KPÖ a dolgozók elégedetlenségét radikalizálva megpróbálta visszaszerezni korábban elvesztett népszerűségét és politikai pozícióit. A történtek megítélése máig vitatott.

### Visszavonulása, elhunyta
1965 májusában, a KPÖ 19. kongresszusán Koplenig bejelentette lemondását a pártelnöki tisztségről. Helyére Franz Muhrit választották meg. Kopleniget a KPÖ tiszteletbeli elnökévé választották. Ebben az időben már éles viták folytak a párton belül az Ernst Fischer és Franz Marek köré tömörült nyugatbarát „revizionista erők” és Koplenig követői, a konzervatív marxizmus–leninizmus hívei között.
Johann Koplenig 1968. december 13-án hunyt el Bécsben, rákbetegség következtében. Hamvait december 31-én a simmeringi krematórium urnatemetőjében helyezték el. 1969-ben mellé helyezték fiának, Ernstnek, majd 2002-ben özvegyének, Hilde Oppenheimnek hamvait is.

### Magánélete
Koplenig 1929-ben nősült, Hilde Oppenheim történészt (1904–2002), Samuel Oppenheim prágai német csillagász és Helene Löbl leányát vette feleségül. Első gyermekük, Elisabeth (Lisa) 1929-ben született Bécsben. 1934-ben elhagyták Ausztriát. Prágában, majd 1938-tól Párizsban éltek. 1939-ben a Szovjetunióba emigráltak, a második világháború éveit itt töltötték. Második gyermekük, Ernst 1941-ben Moszkvában született. 1945 után a Koplenig család visszajött Bécsbe. 1960-tól a döblingi Daringergasse 12–20. alatt újonnan épült lakótelep házainak egyikébe költöztek be, több KPÖ-beli elvtársukkal, így a Koplenig által támogatott Ernst Wimmerrel, a KPÖ főideológusával együtt. Itt lakott Helmut Qualtinger színész is, a lakótelep 1998-ban felvette a nevét (Helmut-Qualtinger-Hof).
Johann Koplenig és Hilde Oppenheim leánya, Elisabeth (1929–2013) szlaviszikát tanult, tolmács és fordító lett, az 1960-as években Heinz Markstein újságíróhoz (1924–2008) ment feleségül. Öccse, Ernst Koplenig (1941–1962) csontrendszeri betegség következtében fiatalon meghalt.

## Emlékműve Bécsben

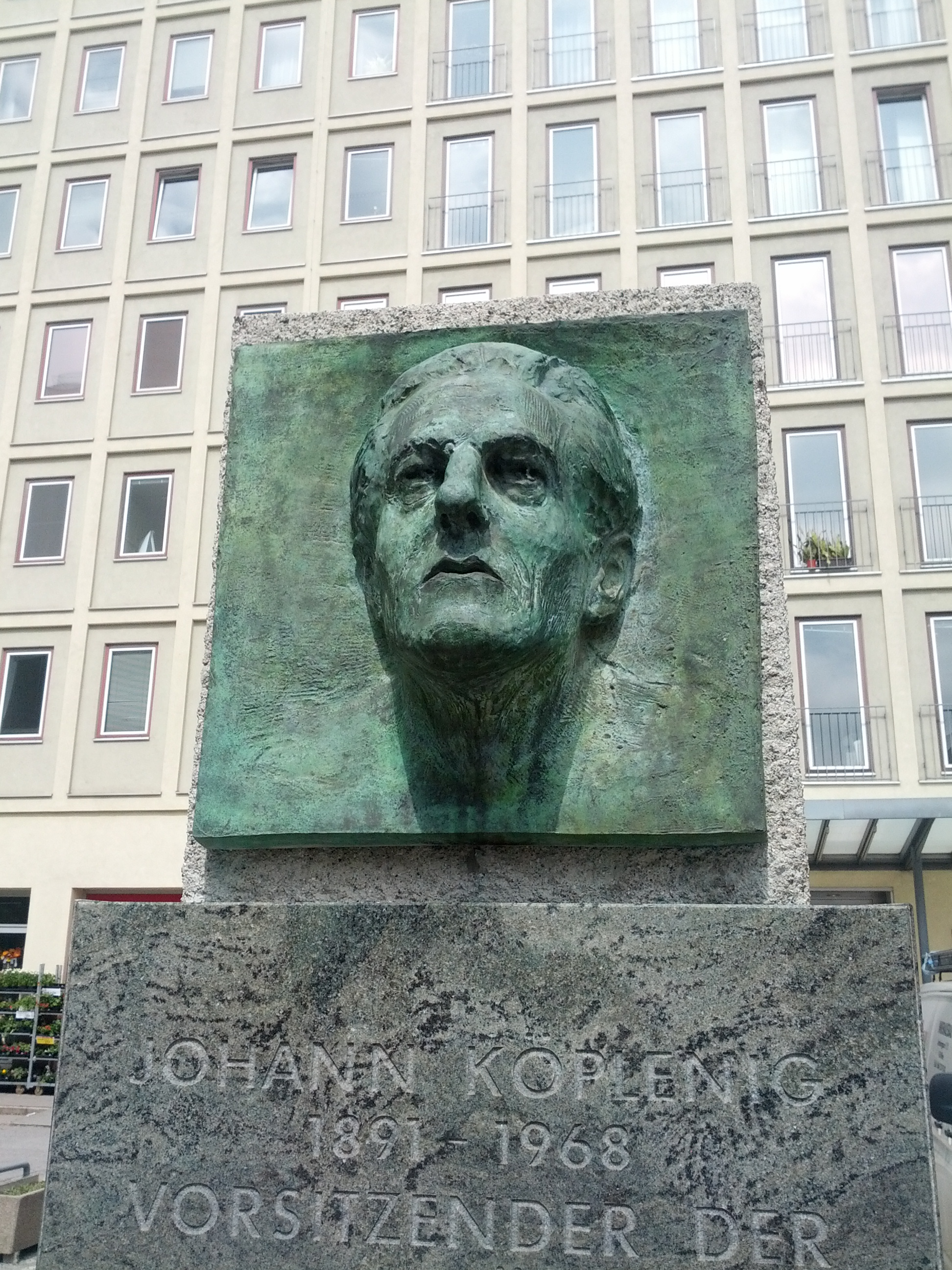
A Koplenig-emlékmű Bécsben

Bécs 20. kerületében, Brigittenauban, a Höchstädtplatz 3. számú ház – a kommunista párt kiadóvállalatának, a Globus-Verlagnak egykori székháza – előtt állították fel a Johann Koplenig-emlékművet. A kőalapzatra helyezett bronz domborművet Jan Schneider, a bécsi Szent István-székesegyházon dolgozó szobrász, a magát sztálinistának valló Alfred Hrdlicka tanítványa készítette. Felirata szerint Koplenig „a KPÖ elnöke és a felszabadított Ausztria első kormányának alkancellárja” volt. 2018. november 1-jén, a Osztrák Kommunista Párt alapításának 100. évfordulóján a párt és háttérszervezetei egy nagygyűlés keretében jelképesen átnevezték a teret „Johann-Koplenig-Platz” névre.

## Művei
- Johann Koplenig. Reden und Aufsätze 1924–1950. Wien: Stern (1951)
- Johann Koplenig. Der Weg des Arbeiterführers. Wien: Stern (1951)

## Családtagjainak emlékiratai
- Hilde Koplenig (1976). „Alfred Klahr 1904–1943”. Zeitgeschichte 3 (Heft 4), 97–111. o.
- Hilde Koplenig (1978). „Johann Koplenig: Kriegsgefangenschaft und Revolution 1915–1920”. Zeitgeschichte 5 (Heft 9/10), 351–371. o.
- Hilde Koplenig (1981). „Johann Koplenig: Der Beginn 1891–1927”. Zeitgeschichte 8 (Heft 8), 303–322. o.
- Hilde Koplenig.szerk.: Ilse Korotin, Karin Nusko: „…genug Geschichte erlebt.” Erinnerungen der Hilde Koplenig 1904–2002. Wien: Praesens (2008)
- Elisabeth Markstein. Moskau ist viel schöner als Paris. Leben zwischen zwei Welten. Wien: Milena (2010)

## Kapcsolódó szakirodalom
- Karl Vocelka. Geschichte Österreichs (Kultur – Gesellschaft – Politik). Graz, Wien, Köln: Verlag Styria, (2002). ISBN 3453216229
- Ernst Hanisch.szerk.: Herwig Wolfram: Österreichische Geschichte 1890–1990. Der lange Schatten des Staates. Österreichische Gesellschaftsgeschichte im 20. Jahrhundert. Wien: Carl Ueberreuter Gmbh (2005). ISBN 978-3800039807
- Michael Ludwig.szerk.: Klaus Dieter Mulley: Der Oktoberstreik 1950. Ein Wendepunkt der Zweiten Republik. Wien: Picus Verlag Ges. mbH (1998). ISBN 978-3854522201
- Manfried Rauchensteiner. Die Zwei. Die Große Koalition in Österreich 1945-1966. Wien: Österreichischer Bundesverlag (1987). ISBN 978-3215064333